# Hibiscus heterophyllus
Hibiscus heterophyllus, también conocida como balibago de Filipinas y rosela australiana (Native Rosella),  es una especie de hibiscus que es endémico de Nueva Gales del Sur y Queensland en Australia.

## Descripción
Crece como arbusto como un árbol pequeño o arbusto grande y produce flores que son blancas, rosa pálidas o amarillas y tienen un centro morado.  

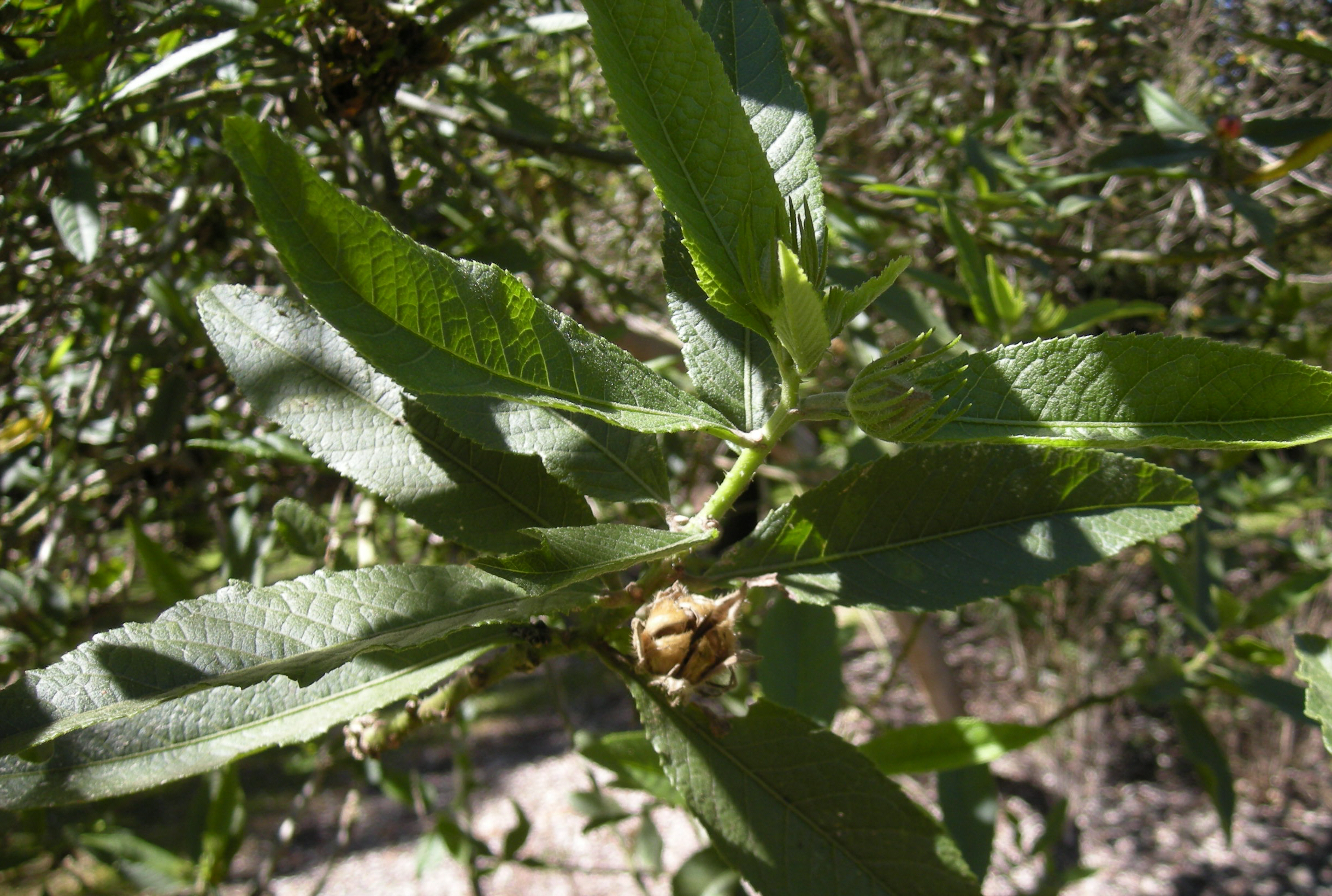
H. heterophyllus: Follaje y cápsulas abiertas de semilla.

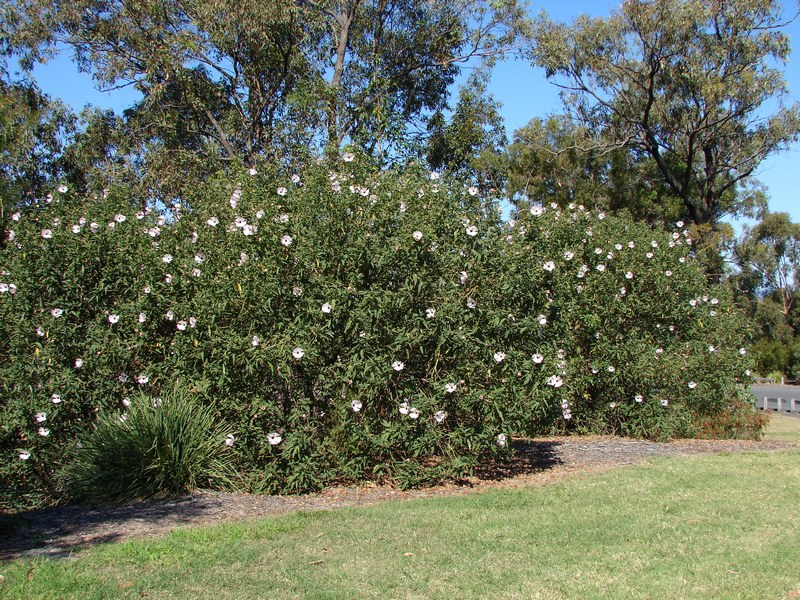
Vista del arbusto

## Taxonomía
Hibiscus heterophyllus fue descrita por Étienne Pierre Ventenat y publicado en Jardin de la Malmaison t. 103. 1805.
Etimología
Hibiscus: nombre genérico que deriva de la palabra griega: βίσκος ( hibískos ), que era el nombre que dio Dioscórides (40-90 d. C.)  a Althaea officinalis.
heterophyllus: epíteto latíno que significa "con hojas diferentes".
Sinonimia
- Hibiscus flabellatus Desf.
- Hibiscus heterophyllus var. discolor Domin
- Hibiscus heterophyllus var. flaviflorus F.Muell.
- Hibiscus heterophyllus var. hispidifolia F.Muell.
- Hibiscus heterophyllus var. leefei Hochr.
- Hibiscus heterophyllus subsp. luteus (Hochr.) F.D.Wilson
- Hibiscus heterophyllus var. margeriae Domin
- Hibiscus margeriae A.Cunn. ex Benth.[5]